# Jan Peeters
Jan Peeters ou Johannes Peeters (24 de abril de 1624 — 12 de junho de 1678) foi um pintor de estilo barroco flamengo que se especializou em pinturas de paisagens marítimas, principalmente com tempestades e navios naufragados, além de desenhos topográficos.

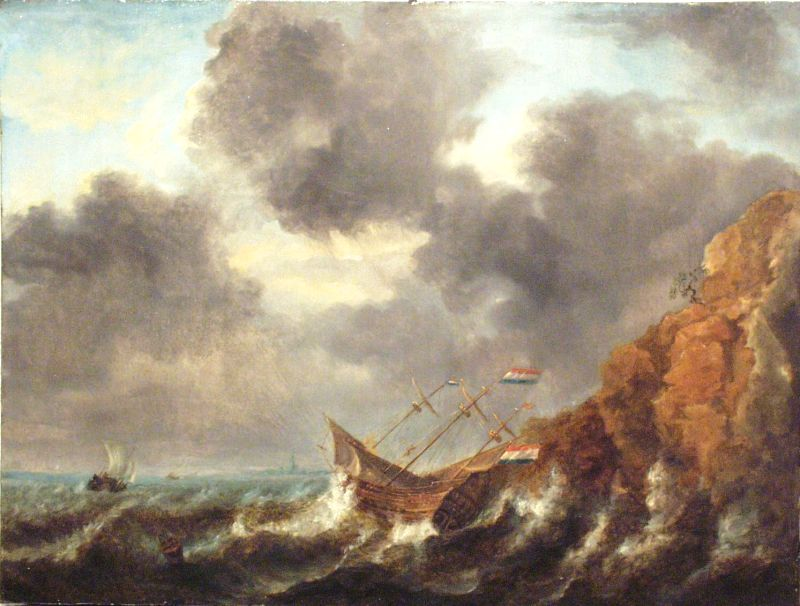
Pintura de Jan Peeters do século XVII.

## Biografia
Jan Peeters nasceu em 24 de abril de 1624, filho de Cornelis Peeters e Catharina Van Elen. Ele era irmãos dos pintores Gillis, Bonaventura I e Catarina. Ele estudou com seus irmanas Bonaventura e Gillis, além de ser colega de Joannes Boots. Jan Peeters se tornou mestre de Antuérpia, na Bélgica, da Guild of Saint Luke em 1645.
Jan Peeters estava produzindo muitos trabalhos em Hoboken, nos arredores de Antuérpia, no período de 1645 a 1654, através de um emprego na oficina do seu irmão Bonaventura. Em 1654, casou-se com Catherine Buseliers e em 1659 viajou para Holanda, onde passou vários meses. Teve dois filhos, chamados de Jan Frans e Isabella.
Em 1659, Jan Peeters passou seis meses nos Países Baixos desenhando panorâmicas de muitas cidades e enseadas. Alguns desses se tornaram gravuras de Gaspar Bouttats. Peeters tinha diversos desenhos de cidades bem afastadas uma das outras, por isso acredita-se que ele tenha viajado por muitos países e cidades como França, Itália, Líbia, Egito e Jerusalém. Porém, há uma teoria que atribui muito dos seus trabalhos ao seu sobinho Bonaventura II que foi encontrado documentos que o atribuíam a profissão de velejador mercantil, e assim seria mais provável que ele teria visitado tantos locais. [carece de fontes?]
Jan Peeters ensinou Adriaan van Bloemen antes de morrer em Antuérpia, em 1677.

## Estilo
O irmão de Jan, Bonaventura, era um especialista em pinturas de naufrágios dramáticos e intensas tempestades marítimas, repletas de nuvens negras e carregadas. Jan foi treinado pelo irmão e acabou se apropriando do seu estilo, no entanto nunca alcançou o mesmo nível de excelência do seu familiar. Os elementos preferidos do artistas eram, sem dúvidas, as paisagens marítimas da sua terra natal e do Mar Mediterrâneo. Algumas das pinturas continham impressionantes batalhas navais, além de ataques à fortes litorâneos e portos. Jan pintava desde os temidos naufrágios até a tranquilidade de pequenas embarcações de pesca ou mesmo veleiros em águas tranquilas. Ele se especializou em representar as condições meteorológicas e atmosféricas, especialmente um elemento: as nuvens, objeto de fascínio do autor. Jan também pintou algumas panorâmicas de cidades, paisagens arquitetônicas e até mesmo alguns retratos.